# Israel Medical Association
Die Israel Medical Association (IMA, Israelische Medizinische Gesellschaft), manchmal auch als Israeli Medical Association bezeichnet, ist eine in Tel Aviv-Jaffa beheimatete Ärzteorganisation.

## Geschichte
Die IMA sieht ihre Ursprünge in der Hebrew Medicinal Society for Jaffa and the Jaffa District, die 1912 von den damals 32 im heutigen Israel ansässigen Ärzten, Zahnärzten, Tierärzten und Apothekern um Krinkin im Raum Tel Aviv-Jaffa gegründet wurde. Aus ihr entwickelte sich während der britischen Mandatszeit die Hebrew Medical Association in the Land of Israel (HMA), aus der schließlich die Israel Medical Association wurde. Diese hält jährliche Tagungen ab, auf der medizinische Fachthemen sowie gesundheitspolitische und ethische Themen diskutiert werden. Ihren Mitgliedern bietet sie Austauschprogramme zwischen israelischen und ausländischen Krankenhäusern, Universitäten und Institutionen an. Daneben führt die IMA Tarifverhandlungen für den öffentlichen israelischen Gesundheitssektor. Sie übernimmt damit in Israel auch gewerkschaftliche Aufgaben.

## World Fellowship
Ärzte weltweit haben die Möglichkeit, in die internationale World Fellowship einzutreten, die regelmäßige Fachtagungen anbietet.

## Publikationen
Die IMA veröffentlicht zwei Zeitschriften, die Harefuah (Medizin) auf neuhebräisch mit englischen Zusammenfassungen und das Israel Medical Association Journal (IMAJ).